# 苗振宇
苗振宇（1924年—2002年），男，直隶（今河北）保定人，中国电影录音师，上海电影制片厂总录音师。